# Гавриляк
Гавриляк (укр. Гавриляк) — село в Обертинской поселковой общине Ивано-Франковского района Ивано-Франковской области Украины.
Население по переписи 2001 года составляло 594 человека. Занимает площадь 10,19 км². Почтовый индекс — 78052. Телефонный код — 03479.

## Религия
В селе действует православный приход при храме Пресвятой Покровы Богородицы, настоятель о.Олег Мосяк
В 2024 г. митрополит Андрей (Абрамчук) освятил новый храм.Также в храми сослужили епископ Коломыйский и викарий Ивано-Франковский Павел (Мысак) и Василий Стадник 

## Памятки
- Церковь Пресвятой Покровы Богородицы 1840 г. (ПЦУ)
- Церковь Покровы Пресвятой Богородицы 2024 г. (ПЦУ)

## Известные люди
- Андрей (Абрамчук) управляющий Ивано-Франковской епархии (УАПЦ, УПЦ КП, УАПЦ, ПЦУ) посетил село в 2024 г.[1]
- Павел (Мысак) управляющий Коломыйский епархии, викарий Ивано-Франковский (УАПЦ, ПЦУ) посетил село в 2024 г.